# Gebhard Johann I. von Alvensleben

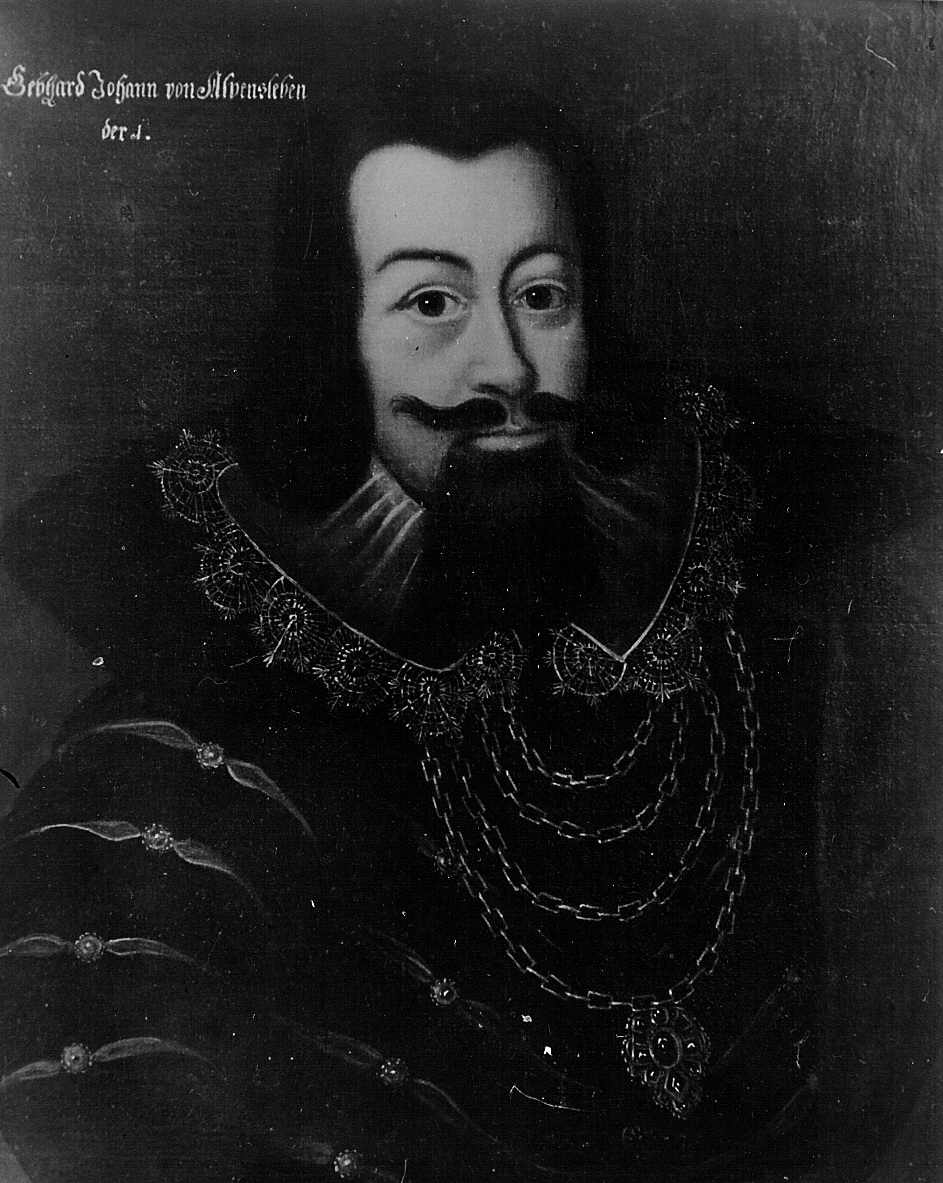
Gebhard Johann I. von Alvensleben

Gebhard Johann I. von Alvensleben (* 2. Oktober 1576 in Rogätz; † 27. Juli 1631 in Erxleben) war Gutsherr in Erxleben II und Eichenbarleben und errichtete dort eine Sternwarte.

## Leben
Gebhard Johann von Alvensleben entstammte der niederdeutschen Adelsfamilie von Alvensleben. Er studierte 1595/1596 zunächst in Helmstedt, dann in Wittenberg, Jena und Leiden und unternahm danach eine Bildungsreise durch die Niederlande und Frankreich, von der er 1602 zurückkam. Nach Regelung seiner Vermögensangelegenheiten begab er sich von 1604 bis 1606 auf eine weitere Reise durch Tirol nach Italien, wo er Venedig, Padua, Florenz und Genua besuchte. Der Rückweg führte ihn über Illyrien, Ungarn und Böhmen.
In dieser Weise umfassend gebildet, hatte er ähnlich wie sein Vater Joachim I. von Alvensleben ausgeprägte wissenschaftliche Neigungen. Er errichtete in Eichenbarleben eine Sternwarte (Astrolabium) und befasste sich mit Astronomie und Astrologie. Hierüber geriet er jedoch mit seinem Pfarrer Albinus Nitschki in einen schweren Konflikt, der die Studien seines Kirchenpatrons als teuflische Zauberkunst ansah und ihm das Abendmahl verweigerte. Dies lag auch an seiner Beschäftigung mit der Alchemie, er korrespondierte darüber u. a. mit Sebastian Alstein und Johannes Staricius und ließ sich von letzterem angebliches Aurum potabile aus England importieren. Außerdem war er der letzte Patron des bekannten Alchemisten Michael Maier.
Auf wirtschaftlichem Gebiet hat er sich zusammen mit seinem Vetter Gebhard in Erxleben I (weiße Linie der Alvensleben) um eine Verbesserung der Nachhaltigkeit der Forstwirtschaft bemüht. Die Holzvorräte waren in den vergangenen Jahrzehnten stark zurückgegangen, weil der Holzverbrauch gestiegen war, Wald in Ackerland umgewandelt wurde und außerdem noch größere Sturmschäden aufgetreten waren. Gemeinsam wurden im Jahr 1619 Anweisungen getroffen, die zu einer Besserung der Situation führen sollten.

## Familie und Tod
Gebhard Johann war der jüngste Sohn von Joachim I. von Alvensleben (1514–1588) und dessen dritter Frau Margaretha von der Asseburg (1541–1606). Aus Gebhard Johanns Ehe mit Gertraut von Veltheim (1585–1622) gingen fünf Kinder hervor.
Als er am 27. Juli 1631 im Alter von 54 Jahren in Erxleben gestorben war, wurde er in der dortigen Schlosskapelle beigesetzt. Eine feierliche Trauerfeier konnte wegen der Kriegswirren aber erst 15 Jahre später am 26. November 1646 für ihn und zugleich für seinen 1636 gestorbenen Sohn Matthias abgehalten werden. Die noch erhaltene Leichenpredigt hielt der Pfarrer Albertus Bennecke aus Erxleben.